# ميجون

ميجون (بالروسية: Мегион) هي إحدى مدن روسيا في الكيان الفدرالي الروسي أوكروغ خانتي - مانسي الذاتية.